# Cagliari Pallavolo 1999-2000

## Risultati
- 13^ in A2;

## Rosa
Elenco dei giocatori della Cagliari Pallavolo nella stagione 2000/01.